# ISO 3166-2:BZ

Carte des divisions administratives du Belize

ISO 3166-2:BZ  est le code des districts du Belize dans la codification ISO 3166-2.

## Districts (6)
```
BZ-BZ
 
District de Belize

BZ-CY
 
District de Cayo
 

BZ-CZL
 
District de Corozal
 

BZ-OW
 
District d'Orange Walk
 

BZ-SC
 
District de Stann Creek

BZ-TOL
 
District de Toledo
```